# アラバマ大学システム
アラバマ大学システム（英語: University of Alabama System）は、アメリカ合衆国アラバマ州の州立大学群。

## 構成機関
- アラバマ大学
- アラバマ大学バーミングハム校（英語版）
- アラバマ大学ハンツビル校